# Pořádková pokuta
Pořádková pokuta je v českém procesním právu pořádkové opatření soudu, správního orgánu nebo jiného orgánu veřejné moci, kterým je donucován subjekt určitého řízení, aby splnil nějakou povinnost, zejména, aby se dostavil k jednání, aby předložil nějakou věc nebo aby splnil jinou výzvu. Také ji lze uložit i za rušení jednání či za urážlivé chování, kromě donucovacího efektu má tedy i výchovný smysl. Jde o jiný pojem a jiný právní institut než je pokuta, kterou lze uložit podle přestupkového zákona za porušení veřejného pořádku nebo pořádku ve státní správě a samosprávě.

## Uložení pokuty
O uložení pořádkové pokuty rozhoduje příslušný soud, správní orgán nebo jiný orgán veřejné moci rozhodnutím (nikoliv usnesením). Je možné ji uložit až do výše 50 000 Kč, může být ukládána i opakovaně, je příjmem státu (v případě správního řízení příjmem toho orgánu, který ji uložil) a pokud nebude dobrovolně zaplacena, bude exekučně vymáhána. Na druhou stranu, už uloženou pokutu lze většinou prominout, jestliže subjekt požadovanou povinnost splní, nebo pokud to odůvodní jeho jiné chování.
Kromě soudů a správních orgánů může pořádkovou pokutu ukládat i státní zástupce nebo orgán policie v trestním řízení nebo třeba soudní exekutor při získávání informací v exekučním řízení.

## Jiné sazby
Obecně je maximální výše jedné pořádkové pokuty 50 000 Kč. V některých případech ale může být uložena v jiné výši:
- při jednání před Ústavním soudem až 100 000 Kč,[3]
- za neposkytnutí součinnosti Úřadu pro ochranu osobních údajů až 25 000 Kč,[4]
- Úřadem pro ochranu hospodářské soutěže obchodní společnosti až do výše 300 000 Kč nebo 1 % z jejího ročního čistého obratu,[5]
- pojišťovacímu zprostředkovateli Českou národní bankou až 5 000 000 Kč,[6]
- Inspekcí životního prostředí za znemožnění kontroly vodního zdroje nebo za neposkytnutí součinnosti při kontrole obchodování se zvířaty až 200 000 Kč a za znemožnění kontroly znečisťujícího zařízení až 100 000 Kč.[7]